# Chronologie de l'évolution du vivant
Pour des articles plus généraux, voir Histoire de la Terre et Histoire évolutive du vivant.
Cet article présente une chronologie de l'évolution du vivant.

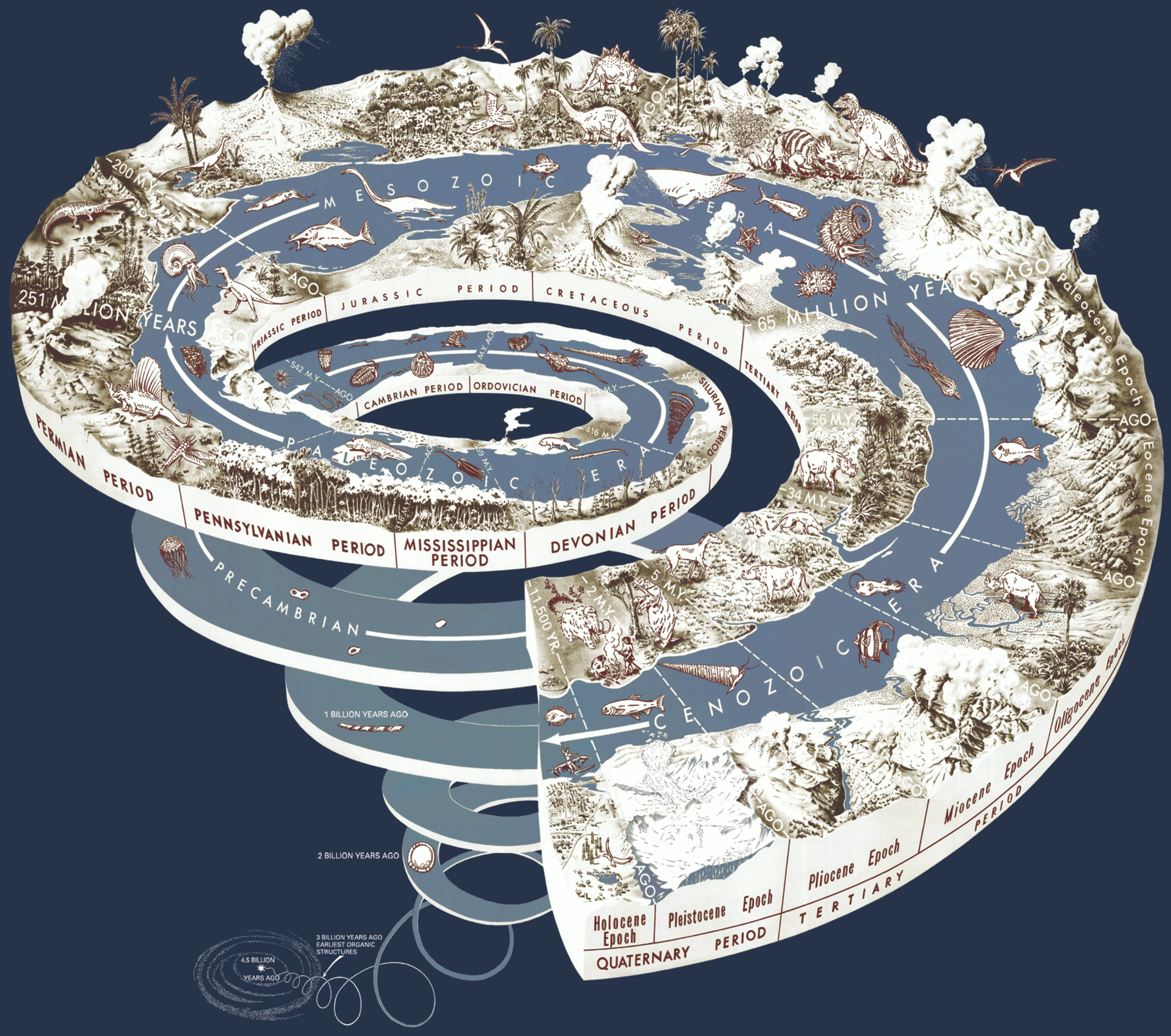
Diagramme montrant l'échelle des temps géologiques.

- −4,54 milliards d'années : formation de la Terre
- −4,52 milliards d'années : formation de la Lune
- −4,4 milliards d'années : formation de l'hydrosphère[a] et de la croûte terrestre[1]
- −4,1 milliards d'années : grand bombardement tardif
- −4 milliards d'années : apparition de la tectonique des plaques
- −3,8 milliards d'années : apparition des premières cellules alors que la température de surface est comprise entre 40 et 80 °C [2],[3]
- −3,7 à −3,45 milliards d'années (absence de consensus scientifique) : apparition des premiers stromatolithes et de la photosynthèse anoxygénique[4],[5],[6]
- −3,2 milliards d'années : apparition des premiers acritarches
- −2,45 milliards d'années : apparition de la photosynthèse oxygénique
- −2,4 milliards d'années : Grande Oxydation et début de la glaciation huronienne
- −2,2 milliards d'années : transition procaryote-eucaryote (apparition des Grypania)
- −2,1 milliards d'années : apparition des premiers organismes multicellulaires (Gabonionta)[7]
- −1,8 milliard d'années : début du milliard ennuyeux, entre 1,8 et 0,8 Ga, caractérisé par une relative stabilité de l'atmosphère et un ralentissement apparent de l'évolution de la vie.
- −1,5 milliard d'années : apparition de la sexualité[8]
- −1 milliard d'années : début de la Terre boule de neige
- −575 millions d'années : explosion de l'Édiacarien
- −555 millions d'années : apparition des triploblastiques[b]
- −542 millions d'années : extinction fini-édiacarienne (en), explosion cambrienne
- −500 millions d'années : apparition des chordés
- −480 millions d'années : apparition des plantes terrestres
- −475 millions d'années : extinction Ordovicien-Silurien
- −400 millions d'années : apparition des insectes, des graines et des sarcoptérygiens (poumons)
- −370 millions d'années : extinction du Dévonien
- −365 millions d'années : apparition des tétrapodes
- −360 millions d'années : début de la glaciation du Karoo et apparition des amphibiens
- −330 millions d'années : apparition des amniotes
- −312 millions d'années : apparition des synapsides et des sauropsides
- −252 millions d'années : extinction Permien-Trias
- −230 millions d'années : apparition des dinosaures
- −220 millions d'années : extinction "mineure" du Trias, apparition des mammifères
- −200 millions d'années : extinction Trias-Jurassique
- −160 millions d'années : apparition des euthériens
- −150 millions d'années : apparition des oiseaux
- −135 millions d'années : apparition des plantes à fleurs
- −66 millions d'années : extinction Crétacé-Paléogène